# FK Crvenka
Maillots
Le Fudbalski Klub Crvenka (en serbe : Фудбалски Клуб Црвенка), plus couramment abrégé en FK Crvenka, est un club serbe de football fondé en 1919 et basé dans la ville de Crvenka.

## Personnalités du club

### Anciens joueurs du club
- Zvonko Varga
- Ratko Svilar

### Entraîneurs du club
- Tihomir Ognjanov
- Aleksandar Petrović